# NGC 7389
NGC 7389 is een spiraalvormig sterrenstelsel in het sterrenbeeld Pegasus. Het hemelobject werd op 27 november 1850 ontdekt door de Ierse astronoom William Parsons.

## Synoniemen
- MCG 2-58-19
- ZWG 430.18
- NPM1G +11.0553
- PGC 69836